# Доброплодный, Сава
Сава (Савва Ильич) Доброплодный (болг. Sava Dobroplodni, при рождении Сава Хаджиилиев; Sava Hadzhiiliev; 3 декабря 1820, Сливен — 19 апреля 1894, София) — болгарский писатель и учитель, сочинением «Михал-Мышкоед» (1856) положил основание болгарской комедии; деятель болгарского национального возрождения и греко-болгарской церковной распри. Почётный член Болгарской академии наук.

## Биография
Учился в Сливненском училище и в Константинополе (ныне Стамбул, Турция), в Греческом духовно-педагогическом училище, где за успехи в науках и был прозван «Евкарпидис» (Доброплодный). По окончании курса был учителем в Котеле. Здесь проживал в то время и Раковский (1821—1867), с которым они предавались планам об освобождении отечества, за что попали в тюрьму. По выходе из тюрьмы Доброплодный напечатал (1846) первое свое произведение «Игиономия».
Был учителем почти во всех больших болгарских городах и нигде не пропускал случая агитировать против турецкого владычества, за что опять подвергся преследованию и должен был спастись бегством в Вену. Служил профессором древнегреческого языка в Карловацской высшей школе. В 1856 году возвратился в Болгарию и в качестве учителя стал опять объезжать болгарские города, всюду ведя тайную агитацию.
Был одним из видных деятелей греко-болгарской церковной распри (1860—1872), в разгаре которой, как депутат города Силистры, неотлучно проживал в Константинополе (1870) и вёл ожесточенную борьбу против злоупотреблений фанариотов (греческой элиты в Османской империи), знакомя с ними и европейскую публику статьями в разных европейских газетах и журналах.
По освобождении Болгарии от османского ига (1878) в продолжение нескольких лет был окружным училищным инспектором. В 1887 году возобновил своё издание — «Новая Болгарская Пчела».